# Liste der österreichischen Brigadekommandanten (Bundesheer – 2. Republik)
Die folgende Auflistung zeigt einen unvollständigen Überblick über ehemalige und aktuelle Brigadekommandanten des österreichischen Bundesheeres der 2. Republik. Außerdem werden der damalige bzw. derzeitige Dienstgrad und, wenn bekannt, der Dienstzeitraum angeführt.

## Geschichte
Am 22. Juni 1956 wurden die ersten Gruppen- und Brigadekommanden der 2. Republik aufgestellt. Neben drei Gruppen (Kommanden in Wien, Graz und Salzburg) wurden acht Brigaden (darunter vier Gebirgsbrigaden) mit insgesamt 32 Bataillonen gebildet. Am 1. August 1960 wurde in Götzendorf zusätzlich die 9. Panzerbrigade aufgestellt.
Anfang der 1960er Jahre wurden die 3. und 4. Brigade in Panzergrenadierbrigaden umgewandelt. Mehrere Heeresgliederungen (1972, 1978 und 1992), Strukturanpassungen (1998) und Neugliederungen veränderten immer wieder die Anzahl und Organisation der österreichischen Brigaden. Einige Brigaden wurden zwischenzeitlich als Reserve- oder Mobilmachungsbrigaden (Res/mob) geführt, andere in Ausbildungs- oder Jägerregimenter umgewandelt. Von 1975 bis 1999 lag die Mobilmachungsverantwortlichkeit der Mob-Brigaden (1., 2., 5., 6., 7., 8.) beim jeweiligen Militärkommando bzw. bei den zuständigen Ausbildungs-, Landwehrstamm-, Jäger- oder Stabsregimentern.
Ab dem Jahr 1999 (Strukturanpassung 1998) gab es in Österreich nur mehr fünf Brigaden (1., 3., 4., 6., 7.). Im Jahr 2006 wurde die in Eisenstadt beheimatete 1. Jägerbrigade aufgelöst. Derzeit sind dem Streitkräfteführungskommando vier Brigaden mit insgesamt 22 Bataillonen unterstellt. Neben den beiden mechanisierten Panzergrenadierbrigaden (3., 4.) sind dies die 6. (Gebirgsbrigade) und 7. Jägerbrigade (luftbeweglich). Die beiden Panzergrenadierbrigaden werden ausschließlich von Generalstabsoffizieren kommandiert. Die Kommandoführung ist derzeit generell auf fünf Jahre beschränkt. Eine Verlängerung des Dienstzeitraumes ist jedoch möglich.

## 1. Brigade 1956–1963, 1. Jägerbrigade 1963–1975, 1. Jägerbrigade (mob) 1975–1999, 1. Jägerbrigade 1999–2006 (Eisenstadt)
- Oberst dG Josef Knotzer 1956–1962
- Oberstleutnant dG Otto Heller 1962–1966
- Oberst dG Paul Haydvogl 1966–1971
- Oberst Karl Schulmeister 1971–1975
- Oberst Roland Resatz 1999–2003
- Oberst dG Alexander Platzer 2004–2006

## 2. Brigade 1956–1962, 2. Jägerbrigade (Res/mob) 1963–1999 (Wien)
- Oberst dG Ignaz Reichel 1956–1962

## 3. Brigade 1956–1960, 3. Panzerbrigade 1960–1963,3. Panzergrenadierbrigadeseit 1963 (Krems/ab 1962:Mautern),Kommando Schnelle Einsätze2017–2019, 3. Jägerbrigade (Brigade Schnelle Kräfte) seit 2019
- Oberstleutnant/Oberst Franz Zejdlik 1956–1964
- Oberst/Brigadier Paul Dernesch 1964–1970
- Oberst dG Ernst Maerker 1970–1976
- Oberst dG Josef Marolz 1976–1979
- Oberst dG Karl Majcen (mit der Führung betraut) 1979
- Oberst dG Richard Bondi 1979–1981
- Oberst dG Kurt Pirker 1981–1984
- Oberst dG Wilhelm Figl 1984–1986
- Oberst dG/Brigadier Karl-Heinz Fitzal 1986–1992
- Oberstleutnant dG Dieter Jocham (m.d.F.b.) 1992
- Oberst dG/Brigadier Edmund Entacher 1992–2001
- Oberstleutnant dG Kurt Wagner (mit der Führung betraut) 2001–2003
- Oberst dG/Brigadier Karl Pronhagl 2003–2009
- Brigadier Anton Wessely 2009–2014
- Brigadier Bruno Hofbauer 2014–2015
- Oberst dG/Brigadier Christian Habersatter 2015–2019
- Oberst dG Karl Krasser 2019–2020
- Brigadier Christian Habersatter 2020-

## 4. Brigade 1956–1963, 4. Jägerbrigade 1963–1964,4. Panzergrenadierbrigadeseit 1964 (Hörsching/ab 1968:Ebelsberg)
- Oberst dhmD Edmund Rothansel 1956–1960
- Oberst dhmD Hubert Obermair 1960–1962
- Oberst dG/Brigadier Paul Klein 1962–1966
- Oberst dG Mario Duic 1965–1966 (mit der Führung betraut)
- Oberst dG Adolf Gaspari 1966 (mit der Führung betraut)
- Oberstleutnant dG Ernest Bernadiner 1966–1967
- Oberst dG Ferdinand Foltin 1967–1968
- Oberst dG Anton Gasslhuber 1968–1976
- Oberst dG Johann Mittendorfer 1976–1981
- Oberst dG Josef Pollhammer 1978 (mit der Führung betraut)
- Oberst dG Günther Wild 1981–1987 (im Dienst tödlich verunglückt)
- Oberst dG Maximilian Frühstück 1987–1988 (mit der Führung betraut)
- Oberst dG/Brigadier Hubertus Trauttenberg 1988–1995
- Oberst dG/Brigadier Michael Derman 1995–1997
- Oberst dG/Brigadier Klemens Hofmeister 1997–2002
- Oberst dG/Brigadier Robert Prader 2003–2011
- Oberst dG/Brigadier Christian Riener 2011–2018 (2011-2014 mit der Führung betraut)
- Oberst dG Stefan Fuchs 2016–2018 (mit der Führung betraut)
- Brigadier Siegward Schier 2018-

## 5. Gebirgsbrigade 1956–1963, 5. Jägerbrigade 1963–1979, 5. Jägerbrigade (mob) 1979–1999 (Graz)
- Oberst Svetozar Adamovic 1956–1958
- Oberst Hans Pommer 1958–1962
- Oberst dG Otto Auswöger 1962–1966
- Oberst dG Herbert Paulewicz 1966–1977

## 6. Gebirgsbrigade 1956–1963 und seit 2018,6. Jägerbrigade(HGeb) (mob: 1979–1999) 1963-2016,Kommando Gebirgskampf2017–2018 (Innsbruck/seit 1994:Absam)
- Oberst dG Friedrich Brunner 1956–1963
- Oberst Alfred Neumayr 1963–1966
- Oberst dG Norbert Stampfer 1966–1977
- Oberst dG/Brigadier Herbert Bauer 1999–2003
- Oberst/Brigadier Ernst Konzett 2003–2010
- Brigadier Anton Waldner 2010 (mit der Führung betraut)
- Brigadier Peter Grünwald 2010–2017
- Oberst dG Wolfgang Weichselberger 2017–2018
- Oberst/Brigadier Johann Gaiswinkler 2018–2021[1]
- Oberst Kurt Pflügl 2021-2022[1][2][3]
- Brigadier Gerhard Pfeifer 2022[4] -

## 7. Gebirgsbrigade 1956–1963,7. Jägerbrigade(mob: 1979–1999) seit 1963 (Klagenfurt)
- Brigadier Anton Holzinger 1956–1962
- Brigadier Julius Grund 1963–1973
- Korpskommandant Michael Annewanter 1974–1980
- Oberst Adolf Allmann 1980–1988
- Oberst Georg Goess 1988–1996
- Oberstleutnant dG Alois Frühwirth 1996
- Brigadier Günter Polajnar 1997–2007
- Brigadier Thomas Starlinger 2007–2012
- Brigadier Gerhard Christiner 2012–2013
- Oberst dG/Brigadier Jürgen Wörgötter 2013–2018
- Brigadier Josef Holzer 2018–2019
- Brigadier Horst Hofer 2019-

## 8. Gebirgsbrigade 1956–1962, 8. Jägerbrigade (Res/mob) 1963–1999 (Salzburg)
- Oberst dG August Rüling 1956–1957
- Oberstleutnant Friedrich Birsak 1957–1959
- Oberst dG Reinhold Mössler 1959–1962

## 9. Panzerbrigade 1960–1963, 9. Panzergrenadierbrigade 1963–1999 (Götzendorf)
- Oberst dG Emil Spannocchi 1960–1963
- Oberst dG Nikolaus Chorinsky 1963–1966
- Oberstleutnant dG Karl Liko 1966–1972
- Oberst dG Dr. Johann Tretter 1972–1975
- Oberst Karl Malina 1975–1976 (mit der Führung betraut)
- Oberst dG Hugo Kirsch 1976
- Oberst dG Peter Koman 1976–1979
- Oberst dG Heinz Danzmayer 1979
- Oberst dG Adolf Erwin Felber 1983–1985
- Oberst dG Hans Helmut Moser 1985–1990
- Brigadier Alexander Trözmüller 1989–1991 (mit der Führung betraut)
- Oberst dG Wolfgang Jilke 1991–1996
- Brigadier Josef Weingast 1996–1998 (mit der Führung betraut)
- Brigadier Wolfgang Jilke 1998–1999